# ハバナ

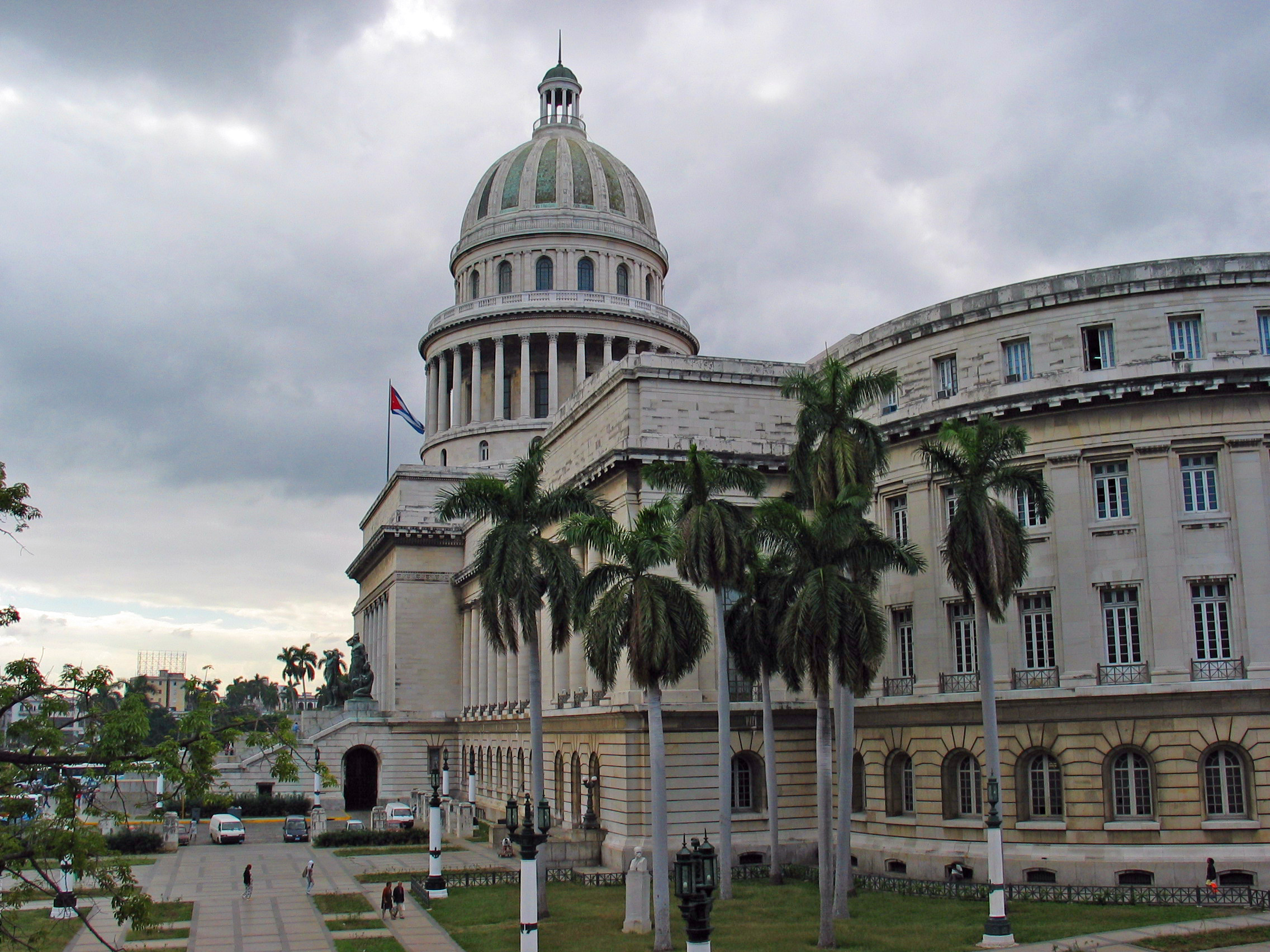
カピトリオ（旧国会議事堂、現博物館）。

ハバナ（スペイン語: La Habana [la aˈβana] ( 音声ファイル)、英語: Havana /həˈvænə/）は、キューバの首都。キューバ島北西沿岸のフロリダ海峡に接する地点に位置し、カリブ海地域における最大の都市である。人口は約200万人。位置は北緯23度8分、西経82度23分。キューバの公用語であるスペイン語での発音は「ラ・アバーナ」に近いが、日本語では英語音に近い「ハバナ」の名称が広く用いられている。
歴史的な名称はサン・クリストーバル・デ・ラ・アバーナ（スペイン語: San Cristóbal de La Habana）。「クリストーバル」はクリストフォロスのスペイン語読みであり、ハバナの守護聖人とされる。

## 歴史
ハバナの始まりは征服者であるディエゴ・ベラスケスが、1514年にキューバ島の南岸（バタバノ湾側）にある現在のスルヒエドロ・デ・バタバノの近くに居住地を築いた時点まで遡る。現在地（メキシコ湾側）に都市が移されたのは1519年のことである。
1553年にはそれまでのサンティアゴ・デ・クーバに代わってキューバ総督領の首府となった。1519年以降、港を中心に都市を築かれていったハバナはスペインの新大陸における植民地経営の中心地として、及びに貿易の主要な中継地として発展した。そのためにキューバはフランス、イギリス、オランダの海賊の攻撃を受けるようになった。1537年にはフランス海賊によって最初の襲撃を受け、焼き討ちにあい、1553年と1555年にも略奪を受けるなどの被害を受けた。このため、ハバナにはフエルサ要塞、プンタ要塞、モーロ要塞などの多数の要塞が築かれ、軍事都市としての趣が整えられた。1713年のユトレヒト条約によってイギリスのイスパノアメリカ貿易の参入が限定的ながらも承認されると、以降海賊に代わって密貿易が盛んとなった。
18世紀はキューバ経済の拡大により、1728年にはハバナ大学が建設され、1738年には郵便制度が確立した。この時期に造船所が建造されるなど産業の発達も著しく、1740年には城壁が完成したが、七年戦争下の1762年にハバナはイギリス軍によって攻囲された。スペイン軍が降伏してイギリス支配の下に自由貿易港になると、多数のアフリカ人奴隷がイギリス人商人によってアフリカからハバナへ連行された。1763年にスペインとイギリスの間の協定により、イギリスはキューバとマニラ（フィリピン）を返還してフロリダを受け取った。スペインはこれに懲りてハバナの更なる要塞化を進め、アメリカの全域でももっとも強固な要塞都市とした。一方、一年間のイギリス軍の占領の最中に自由貿易を実現したハバナは経済的に繁栄し、ハバナのクリオージョ支配層は自由貿易の実現を望むようになった。
19世紀に入り、フランス領サン＝ドマングの黒人反乱により、黒人国家ハイチが独立すると（ハイチ革命）、ハイチから亡命したフランス人農園主によってサトウキビ栽培の技術が導入された。18世紀後半に奴隷貿易が自由化されたことによって労働力の確保が容易になったこともあり、以降キューバの砂糖産業の拡大が始まり、ハバナはキューバの近代的糖業の中心地となった。1810年頃からシモン・ボリーバルやホセ・デ・サン＝マルティンらによってラテンアメリカの独立運動が進むと、1818年にスペイン当局はキューバのクリオージョの不満を宥めるためにハバナを完全な自由貿易港とした。
19世紀にスペイン植民地の立場から独立しなかったキューバには経済的期待から農業のために多くの移民や黒人奴隷が流入し、多民族社会が形成された。1837年にはハバナにラテンアメリカ初となる鉄道が導入された。ハバナの人口は1830年代に10万人を、1860年には20万人を越え、ハバナはラテンアメリカで最も繁栄を謳歌した都市となった。
1898年にハバナ港でアメリカ海軍の戦艦メインが爆沈し、アメリカ・スペイン・キューバ戦争の発端となった。ハバナは、1902年のキューバ共和国の独立により、キューバの首都となった。独立以前からキューバへの投資の多くはアメリカ合衆国資本だったが、独立以降この動きがさらに進んだ。1920年代にアメリカ合衆国で禁酒法が施行されると、アメリカ人たちは享楽を求めてハバナを訪れるようになった。その結果、ハバナにはアメリカ人富豪の別荘が多く立ち並び、多くの観光客によって高級クラブやカジノがにぎわうリゾート歓楽都市として大発展した。ただし、こういった娯楽施設のほとんどは、1959年のキューバ革命に伴って閉鎖された。
1959年のキューバ革命によるバティスタ政権崩壊と共産党革命政権樹立後も、キューバの首都としてのハバナの位置は引き続き変わらなかった。むしろ革命政府は、ハバナをキューバ社会主義建設の中心地たる生産都市へと変えるべく、「大ハバナ都市圏」として住宅地帯、新工業地帯、自然公園などの都市整備をはかる都市計画を実施した。その結果、1960年代に市内の商店とホテルが国営化され、大邸宅はことごとく学校や公共建物に流用された。また、バティスタ政権下ではコロンビア兵営だった施設は教育センターに、旧大統領宮殿は革命博物館に変えられた。
植民地時代の1550年から1898年までのハバナ市議会による法令は2023年に世界の記憶に登録された。

## 気候
ハバナの平均気温は25°Cで、亜熱帯気候に属する。年間降水量は1189mmで、5月～11月は湿度が高い。キューバはハリケーンの通り道にあたるため、ハバナも被害を受けることが多い。近年では2005年7月にもハリケーンの直撃による被害を受けている。ケッペンの気候区分ではサバナ気候(Aw)と熱帯モンスーン気候(Am)の境にある。
| ハバナの気候                                                     | ハバナの気候 | ハバナの気候 | ハバナの気候 | ハバナの気候 | ハバナの気候 | ハバナの気候  | ハバナの気候  | ハバナの気候 | ハバナの気候  | ハバナの気候  | ハバナの気候 | ハバナの気候 | ハバナの気候     |
| 月                                                               | 1月          | 2月          | 3月          | 4月          | 5月          | 6月           | 7月           | 8月          | 9月           | 10月          | 11月         | 12月         | 年               |
| ---------------------------------------------------------------- | ------------ | ------------ | ------------ | ------------ | ------------ | ------------- | ------------- | ------------ | ------------- | ------------- | ------------ | ------------ | ---------------- |
| 平均最高気温 °C （°F）                                           | 25.8 (78.4)  | 26.1 (79)    | 27.6 (81.7)  | 28.6 (83.5)  | 29.8 (85.6)  | 30.5 (86.9)   | 31.3 (88.3)   | 31.6 (88.9)  | 31.0 (87.8)   | 29.2 (84.6)   | 27.7 (81.9)  | 26.5 (79.7)  | 28.8 (83.8)      |
| 日平均気温 °C （°F）                                             | 22.2 (72)    | 22.4 (72.3)  | 23.7 (74.7)  | 24.8 (76.6)  | 26.1 (79)    | 27.0 (80.6)   | 27.6 (81.7)   | 27.9 (82.2)  | 27.4 (81.3)   | 26.1 (79)     | 24.5 (76.1)  | 23.0 (73.4)  | 25.2 (77.4)      |
| 平均最低気温 °C （°F）                                           | 18.6 (65.5)  | 18.6 (65.5)  | 19.7 (67.5)  | 20.9 (69.6)  | 22.4 (72.3)  | 23.4 (74.1)   | 23.8 (74.8)   | 24.1 (75.4)  | 23.8 (74.8)   | 23.0 (73.4)   | 21.3 (70.3)  | 19.5 (67.1)  | 21.6 (70.9)      |
| 雨量 mm （inch）                                                 | 64.4 (2.535) | 68.6 (2.701) | 46.2 (1.819) | 53.7 (2.114) | 98.0 (3.858) | 182.3 (7.177) | 105.6 (4.157) | 99.6 (3.921) | 144.4 (5.685) | 180.5 (7.106) | 88.3 (3.476) | 57.6 (2.268) | 1,189.2 (46.817) |
| 平均降雨日数 （≥1.0 mm）                                         | 5            | 5            | 3            | 3            | 6            | 10            | 7             | 9            | 10            | 11            | 6            | 5            | 80               |
| % 湿度                                                           | 75           | 74           | 73           | 72           | 75           | 77            | 78            | 78           | 79            | 80            | 77           | 75           | 76.1             |
| 出典：World Meteorological Organisation (UN), Climate-Charts.com |              |              |              |              |              |               |               |              |               |               |              |              |                  |

## 文化

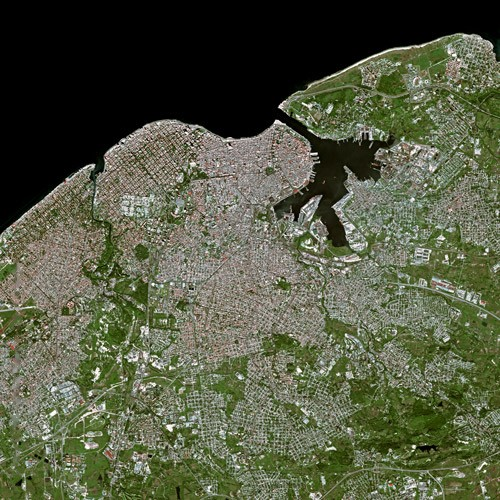
ハバナの衛星写真

ハバナ旧市街は全盛期のスペイン・コロニアル様式が完全に保存されており、1982年に旧市街などが世界遺産に登録された。スコットランドのグラスゴーとは姉妹都市関係を結んでいる。
文豪アーネスト・ヘミングウェイがこよなく愛した街としてもよく知られる。ヘミングウェイは晩年をこの街で暮らし、名作『老人と海』をここで書き上げた。市南東部郊外には、ヘミングウェイの記念館がある。

## 都市の現況及び主要施設
ハバナ港はキューバ最大の貿易港で、キューバが輸入した品の約90％が同港からキューバ国内に持ち込まれる。また、主にハバナ周辺で栽培されるタバコやサトウキビが同港から輸出されている。
最近では観光事業振興にも力を傾けており、主に旧ソ連、ヨーロッパ、カナダなどから観光客が集まってくる。17世紀～18世紀にかけて建設されたハバナ湾西部の半島部を占める旧市街地は、白い建物が多いスペイン風の美しい街並みで、今なおスペイン植民地時代以来の歴史的遺物が残っている。
旧市街地の西方にある広大な新市街地は、第一次世界大戦後のアメリカ及びキューバの資本家や、バティスタ政権の政府要員の高級住宅地として開発された地で、広い道路と近代的な高層ビルが立ち並んでいる。旧市街地と新市街地の間には、革命広場がある。また、小規模ながら中華街が存在しており、中国系キューバ人が住んでおり、中華レストランがいくつかある。
- ホセ・マルティ国際空港 - ハバナ中心街から南方約14kmの地点にある。フラッグ・キャリアのクバーナ航空などによりロシア、フランス、スペイン、カナダ、メキシコならびに近隣カリブ海諸国との間に定期便が就航している。
- ハバナ大学
- ハバナ市博物館 - スペイン植民地時代に、スペイン総督官邸だった建物を流用。
- 革命博物館 - 1920年～1960年に大統領官邸だった建物を流用。
- 革命宮殿（スペイン語版） - キューバ共産党中央委員会本部、国家評議会、閣僚評議会が置かれ、国政の中枢となっている。
- ガルシア・ロルカ劇場
- カテドラル（司教座大聖堂）
- モーロ要塞 - かつて国営警備隊の兵舎だった施設。
- フエルサ要塞 - アメリカ大陸で2番目に古い欧州人の建物。
- 革命広場 - ホセ・マルティの銅像が建っているホセ・マルティ・メモリアルで知られる。
- ハバナ国立美術館 - 美術館

## ハバナを舞台にした映画
- 低開発の記憶 - トマス・グティエレス・アレア監督、1968年
- ハバナ - シドニー・ポラック監督、1990年
- 苺とチョコレート - トマス・グティエレス・アレア、フアン・カルロス・タビオ共同監督、1994年
- ブエナ・ビスタ・ソシアル・クラブ - ヴィム・ヴェンダース監督、1999年
- 永遠のハバナ- フェルナンド・ペレス監督、2003年
- ダンシング・ハバナ - ガイ・ファーランド監督、2004年

## ハバナ出身の人物
- ホセ・ラウル・カパブランカ - チェスプレーヤー
- アレホ・カルペンティエル - 作家
- アンディ・ガルシア - 俳優
- アルベルト・コルダ - 写真家
- カミロ・シエンフェゴス - 革命家
- ダイーナ・チャビアーノ - 作家
- チャノ・ポソ - パーカッショニスト
- ホセ・マルティ - 詩人、ジャーナリスト、劇作家、革命家、キューバ独立の父
- イリアナ・ロス・レイティネン - アメリカ合衆国に亡命、共和党所属の政治家
- オラシオ・グティエレス - ピアニスト
- ヤミレ・アルダマ - 陸上競技選手
- カミラ・カベロ - 歌手

## 姉妹都市
- モービル市（アメリカ合衆国）
- サンパウロ市（ブラジル）
- カディス（スペイン）
- グラスゴー、スコットランド（イギリス）
- マドリード（スペイン）
- テヘラン（イラン・イスラム共和国）
- サンティアゴ・デ・ロス・カバリェロス（ドミニカ共和国）
- 北京（中華人民共和国）
- メキシコシティ（メキシコ）

## ギャラリー

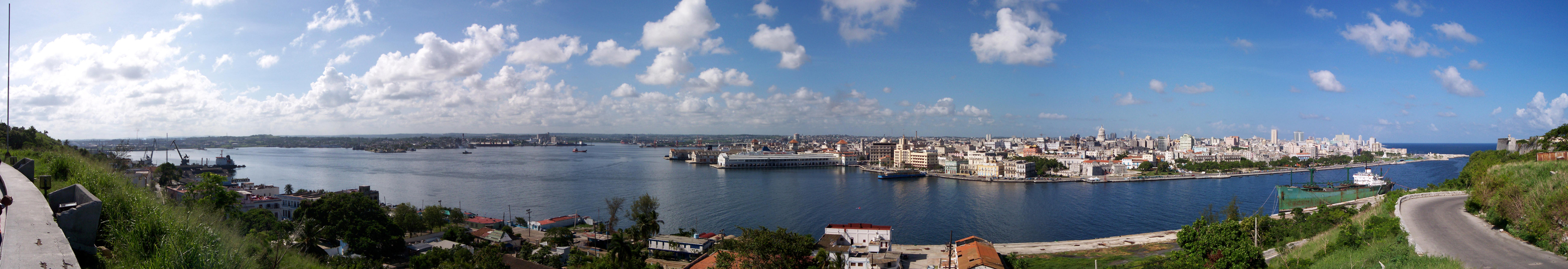
ハバナのパノラマ写真（2004年）
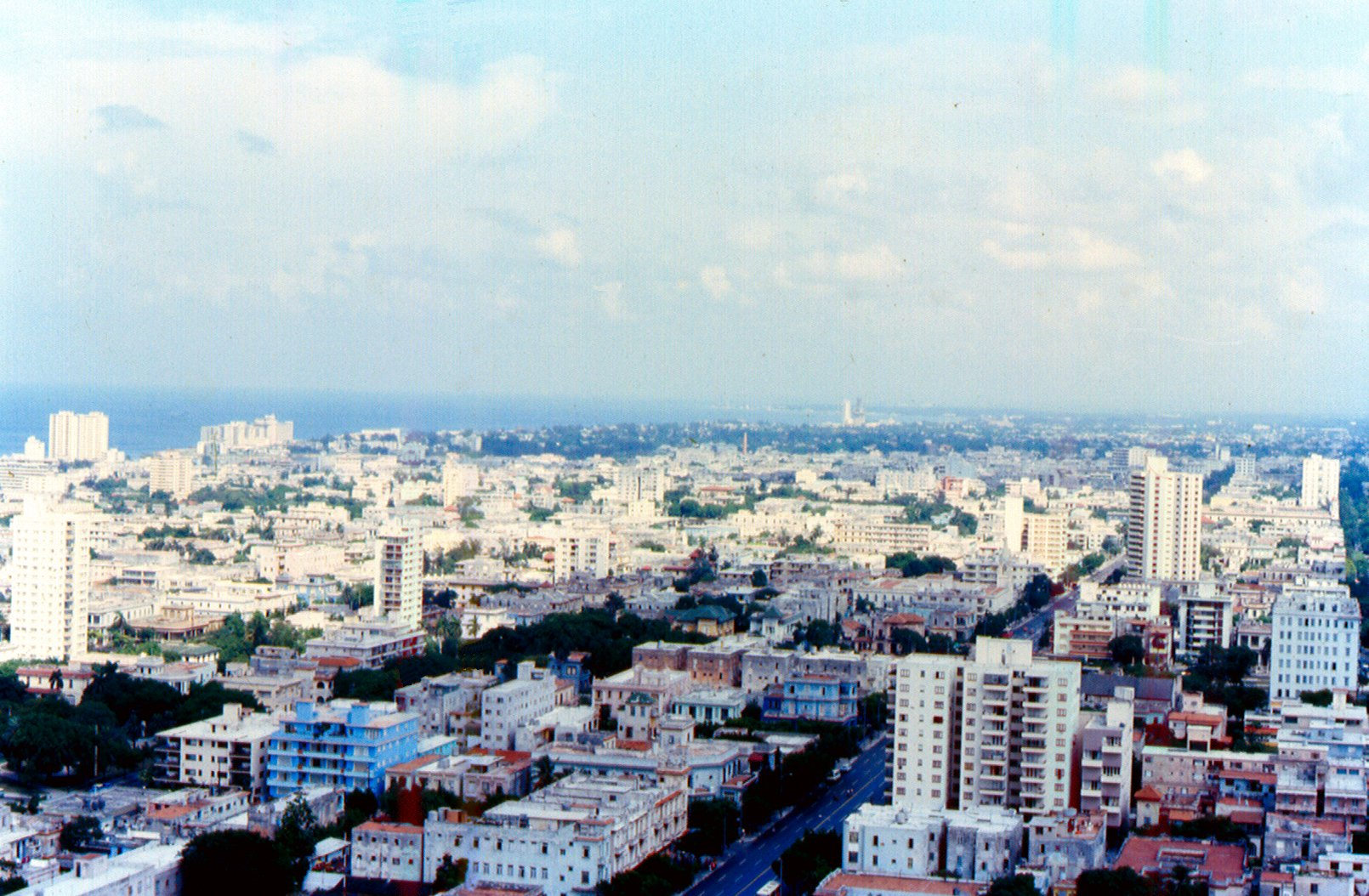
ハバナ市街
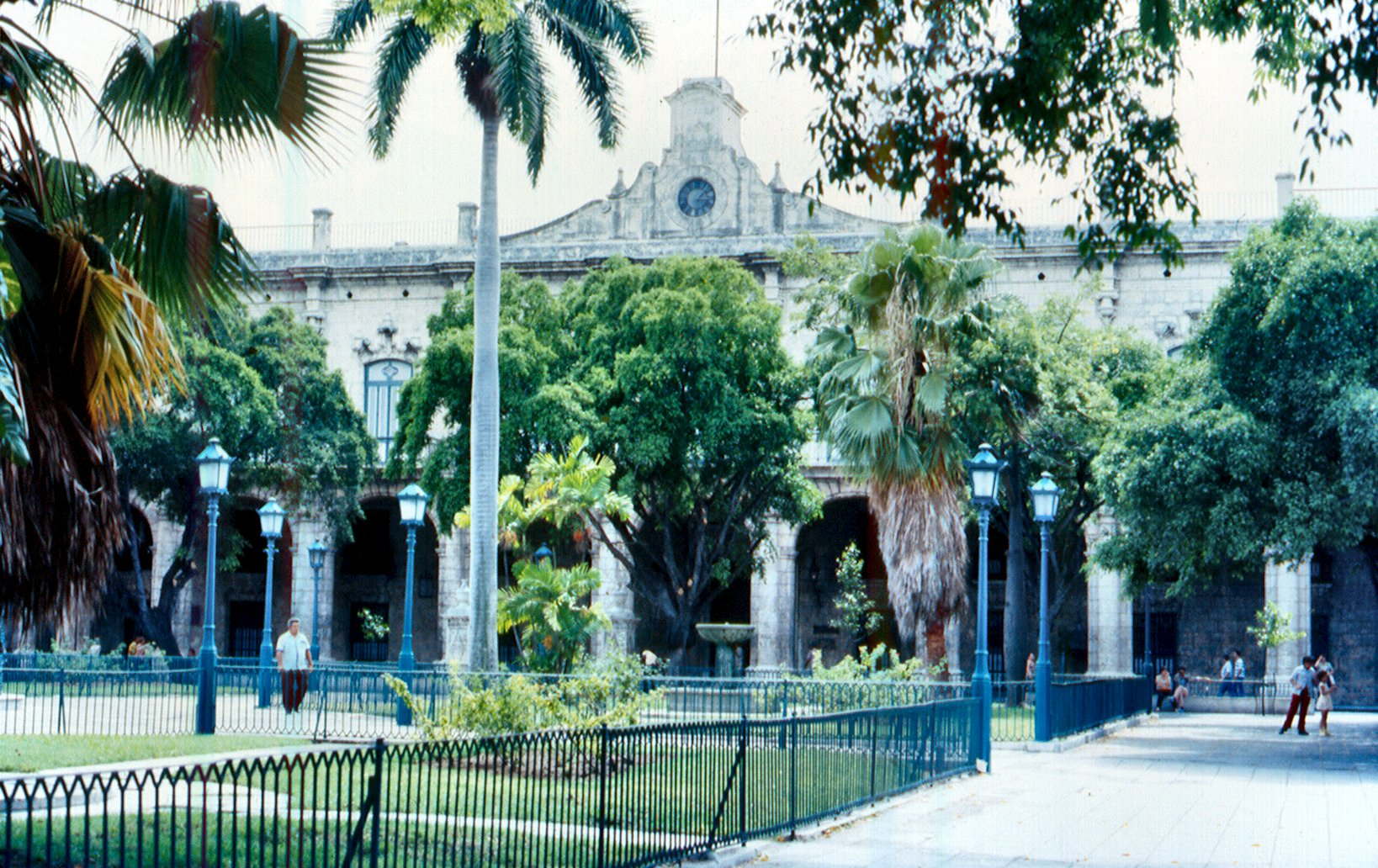
旧政府庁舎（1984年）
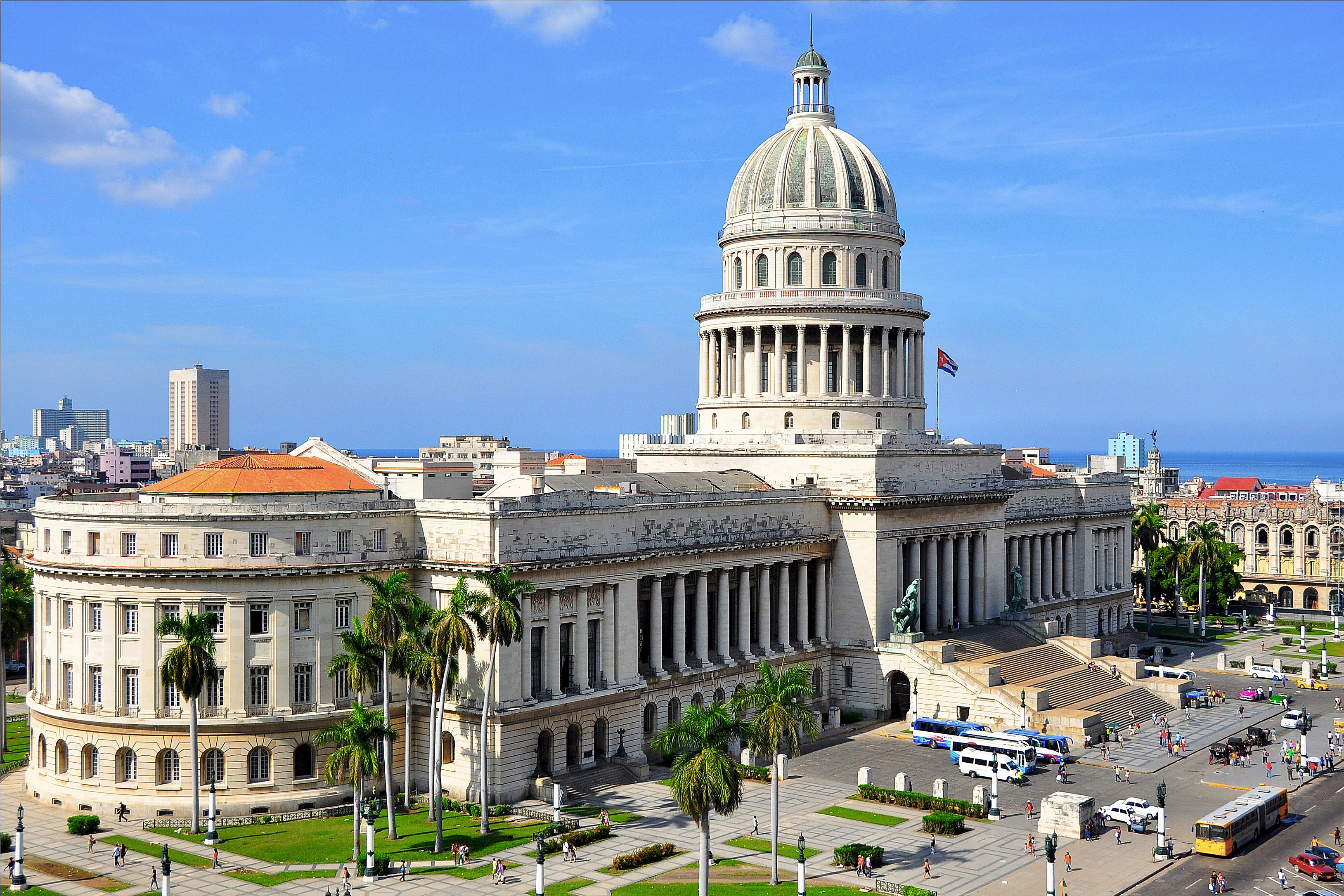
旧議事堂
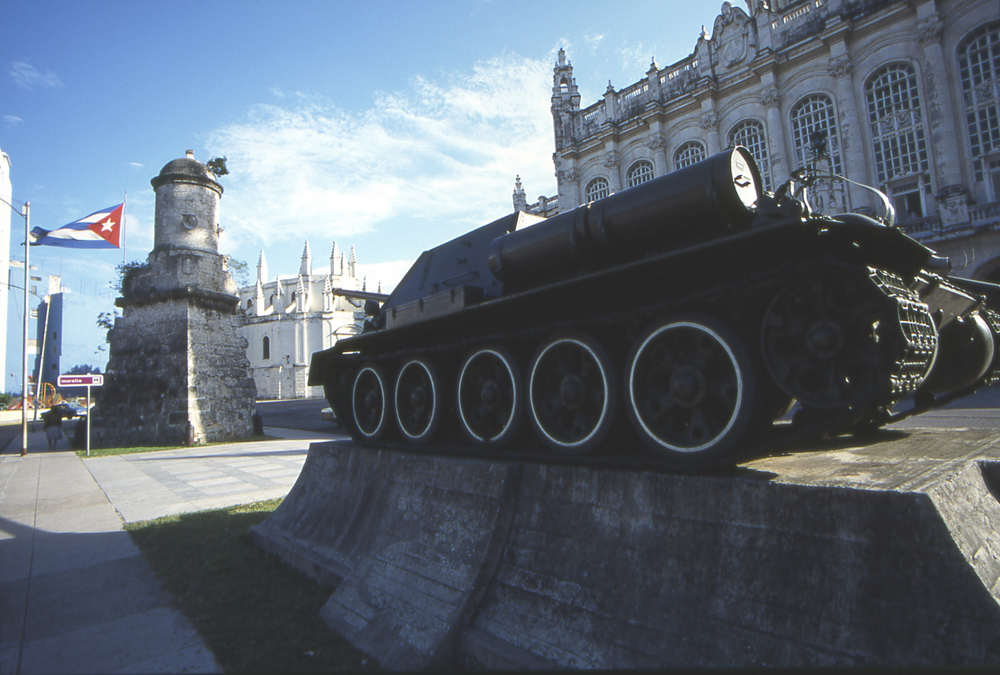
中心街
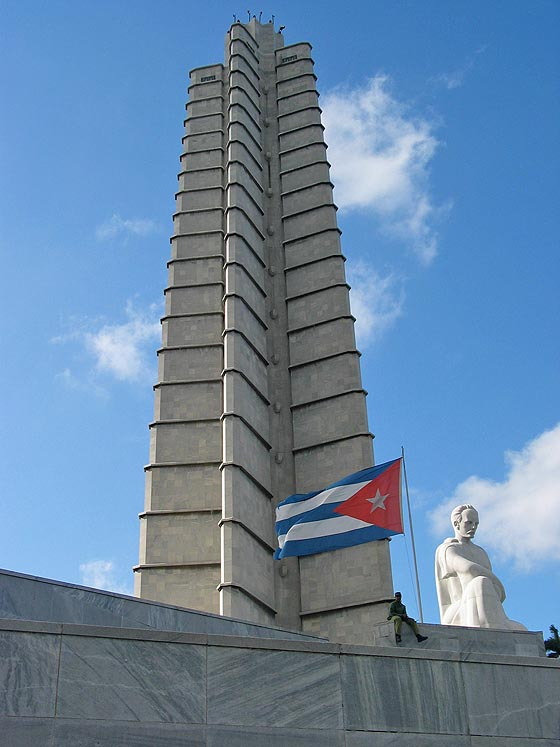
革命広場のホセ・マルティ記念碑
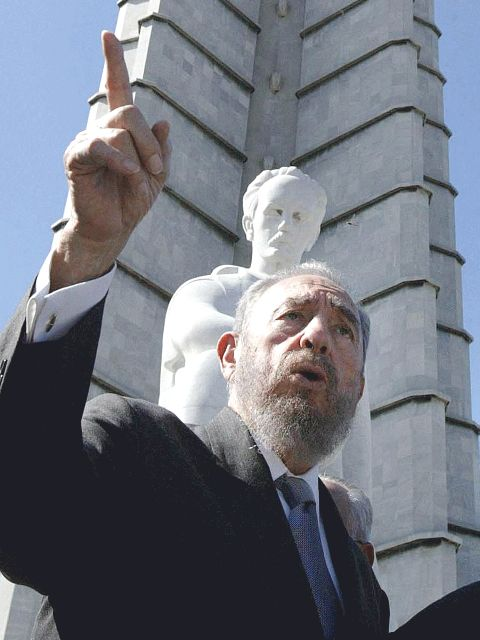
ホセ・マルティ記念碑の前に立つフィデル・カストロ
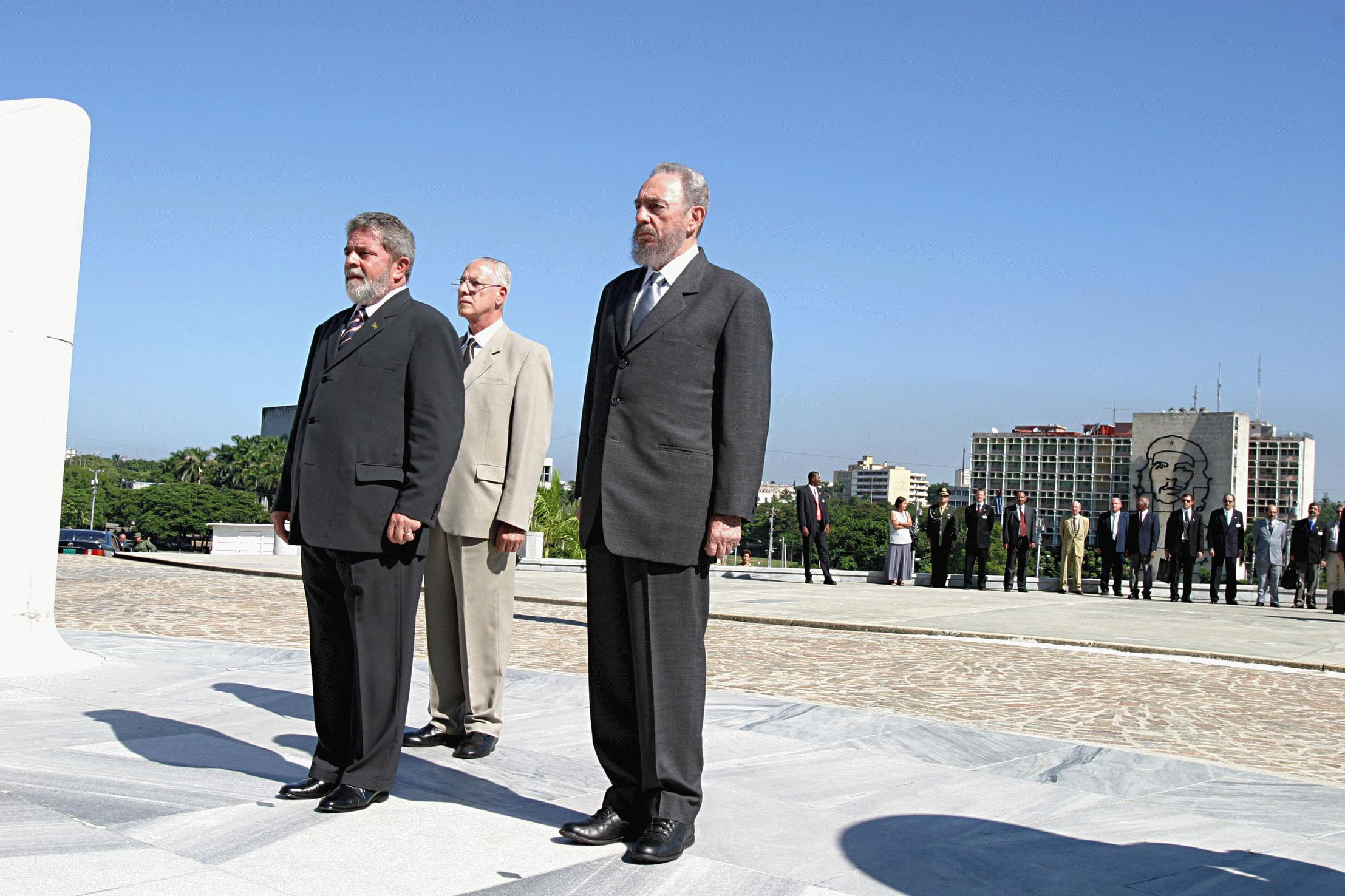
ホセ・マルティ記念碑に追悼をささげるフィデル・カストロ
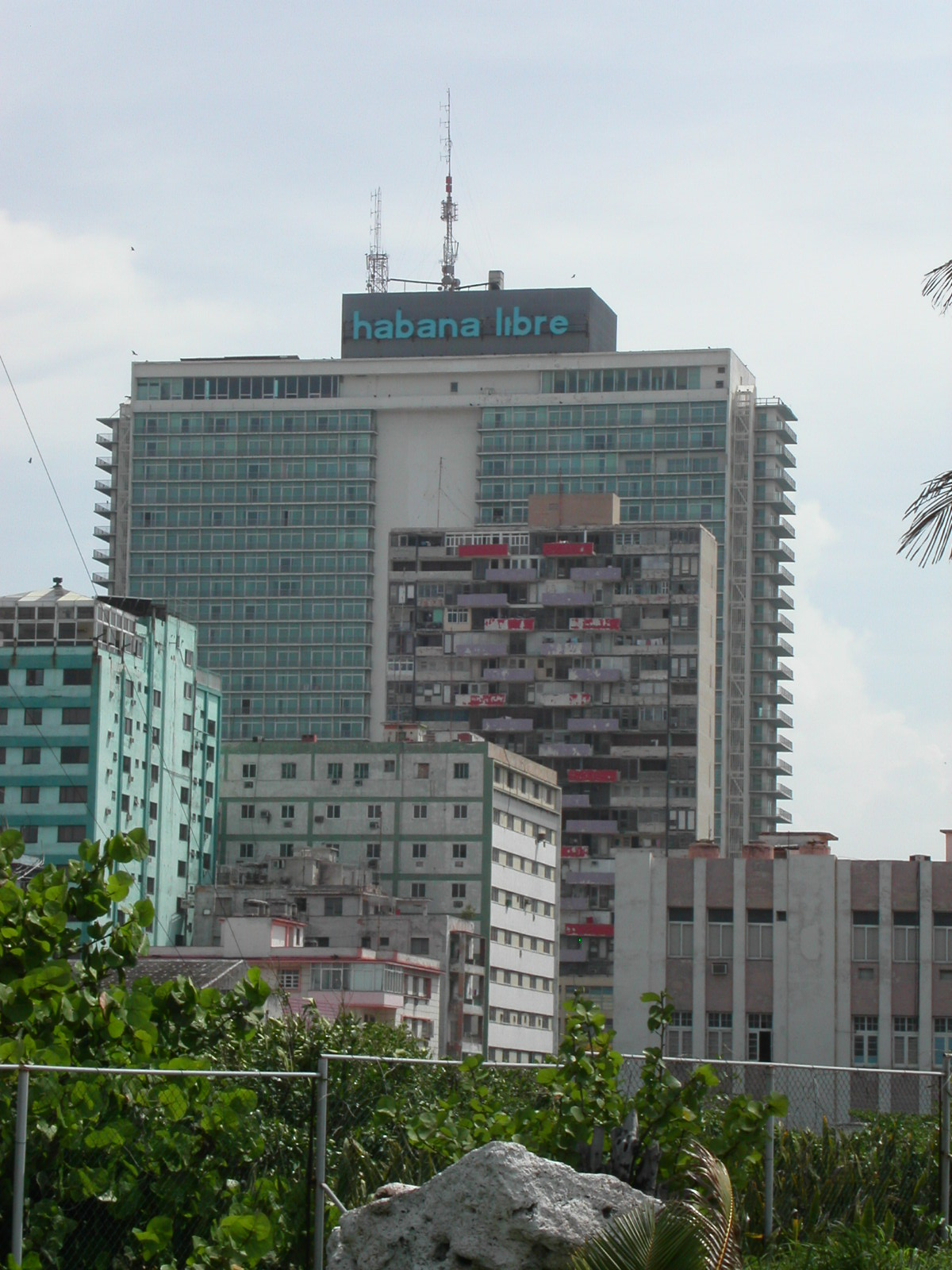
オテル・アバナ・リブレ（2004年）
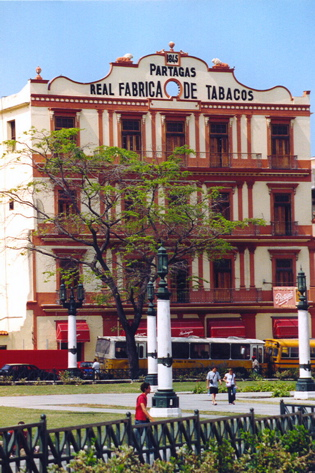
タバコ工場の建物
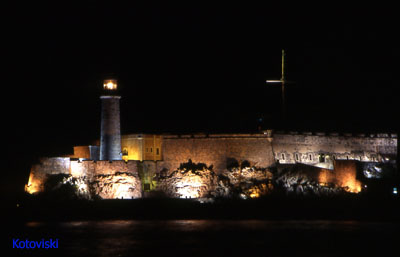
モーロ要塞（スペイン軍が建てた要塞）の夜景
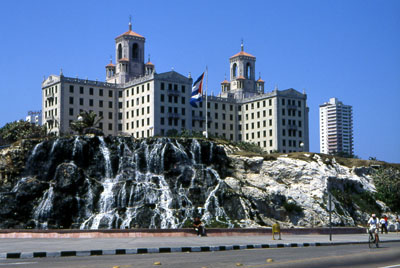
オテル・ナシオナル・デ・クーバの建物
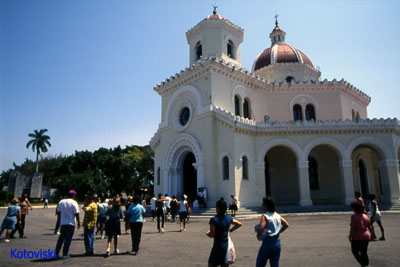
コロンブス墓地教会 (Necropolis de Colon)
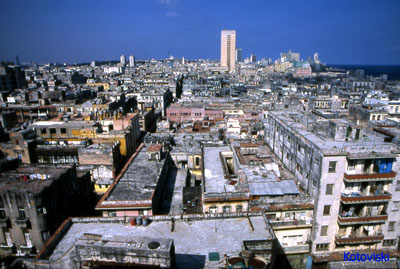
ベダド地区の街並み
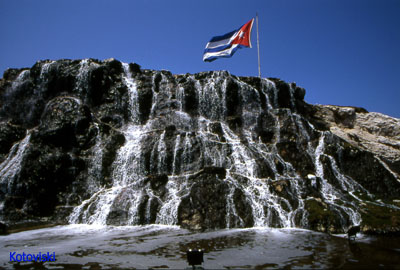
オテル・ナシオナル・デ・クーバからの情景
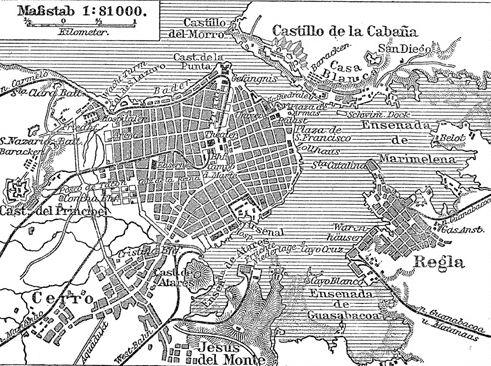
1888年の市街地図

他国語版でもっと見る: 旧市街（アバナ・ビエハ）、マレコン通りの防波堤からジャンプして海に飛び降りる少年、議事堂（1920年）、夕暮れ、市街地と向こう広がるハバナ湾海岸線を望む